# Toni Elling
Toni Elling (nacida Rosita Sims, 13 de mayo de 1928 – 2 de abril de 2023), también conocida por su nombre artístico Satin Doll, fue una bailarina de burlesque estadounidense.
Elling nació en Detroit, hija de Joseph y Myrtle Sims, y era la mayor de tres hermanos. No estaba contenta con su trabajo como telefonista en la Michigan Bell Telephone Company, donde había trabajado durante nueve años, porque no podía ascender por ser afroamericana. Comenzó a bailar burlesque en 1960, cuando tenía 32 años, después de que un amigo le sugiriera que se dedicara al striptease, y siguió actuando hasta principios de la década de 1970. Se casó, pero pronto se divorció, ya que su esposo la maltrataba. No tuvieron hijos. Tomó su nombre de su amigo y confidente, el director de orquesta Duke Ellington. También era amiga de Sammy Davis Jr. y del boxeador Joe Louis. Nunca se quitaba las bragas en su número ni se ponía un tanga porque es “entretenimiento, sí, pero la idea es sugerir lo que hay, no quitarse toda la ropa y revelarlo todo. Por eso lo llaman strip-tease”.
Elling aparece mencionada en un número cómico del humorista Richard Pryor, quien dijo haber sido el maestro de ceremonias del club de striptease en el que ella trabajaba hacia 1960.
Elling se retiró en 1974. En 2016 fue introducida dentro del Burlesque Hall of Fame en Las Vegas.
Elling murió el 2 de abril de 2023, a los 94 años.